# روني بول
روني بول (بالإنجليزية: Ronnie Bull)‏ (26 ديسمبر 1980 في المملكة المتحدة - ) هو لاعب كرة قدم بريطاني في مركز الظهير. لعب مع إبسفليت يونايتد وإيستبورن بوروه وروشدين ودايموندز وغريمسبي تاون ونادي إكزتر سيتي ونادي برينتفورد ونادي كرولي تاون ونادي ميلوول ويوفل تاون وهايز وييدينغ يونايتد ‏ ونادي سالزبري سيتي وBasingstoke Town F.C. ‏ ونادي فيشر أثليتيك وغرايز أتلاتيك ‏ وNew Zealand Knights FC ‏.

## وصلات خارجية
- روني بول على موقع قاعدة بيانات كرة القدم.إي يو (الإنجليزية)
- روني بول على موقع Soccerbase.com (لاعب) (الإنجليزية)